# Аллагуватовская волость
Аллагуватовская волость — административно-территориальная единица Стерлитамакского уездав Уфимской губернии Российской Империи, затем в БАССР РСФСР.

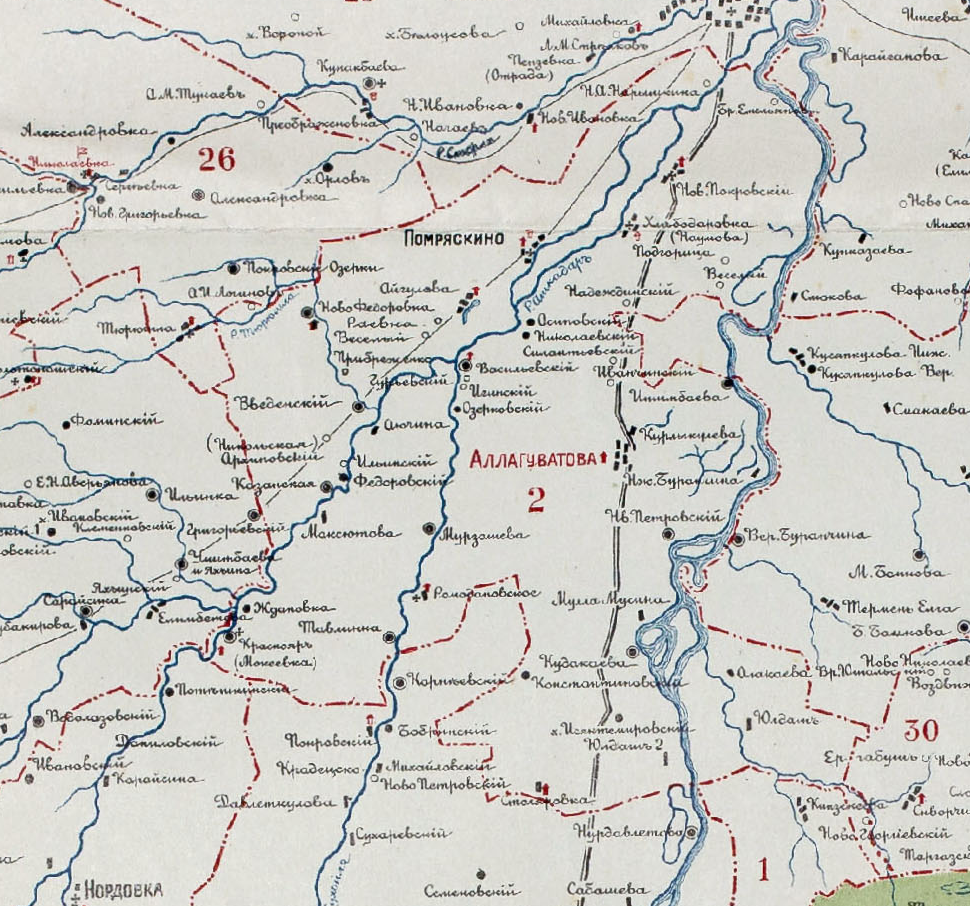
Аллагуватская волость (Стерлитамакский уезд 1914 года)

Образована в середине XIX века из населённых пунктов Юрматынской башкирской волости. В 1879 году — 13 нас.пунктов: Айгулево, Алакаево, Аллагуватово (волостной центр), Аючино, Ишимбаево, Карлыкуево, Кудакаево, Максютово, Мулламусино, Мурзашево, Нижнее Буранчино, Хлебодаровка (Наумовка), Юлдашево. В 1906 году — 48 селений. В 1914 году включала 49 нас.пунктов.
Входила в Стерлитамакский уезд и РСФСР. В 1919 году — в составе Юрматынского кантона, В 1922 году, когда расширялся Стерлитамакский кантон, включена в состав Азнаевской волости.

## Промышленность
По переписи 1906 года жители волости занимались земледелием, скотоводством, извозом, а также тканьём кулей.

## Население
В 1906 году — 13 019 человек: башкиры, татары, чуваши, русские, мордва.

## Религия
В 1906 году — 8 мечетей, 3 церкви

## Образование
В 1906 году — 4 церковно-приходских школы, земская и инородная школы, русско-башкирское училище, медресе.